# El Carmen (Costa Rica)
El Carmen è un distretto della Costa Rica facente parte del Cantone di San José, nella provincia omonima.
El Carmen comprende 6 rioni (barrios):
- Amon
- Aranjuez
- California
- Empalme
- Escalante
- Otoya

Il distretto fa parte dell'area urbana della capitale San José e, pur essendo il più piccolo e meno popolato del cantone, ospita molte delle istituzioni più importanti del Paese, in particolare vi sono ubicate:
- Ministerio de Relaciones Exteriores y Culto (Ministero degli esteri)
- Instituto Nacional de Seguros (Istituto statale di assicurazioni)
- Asamblea Legislativa (Parlamento)
- Tribunal Supremo de Elecciones (Commissione elettorale nazionale)
- Biblioteca Nacional (Biblioteca nazionale)
- Hospital Calderón Guardia (uno dei principali ospedali)
- Centro Nacional de la Cultura (Centro nazionale della cultura)